# Отрубные
Отрубные — хутор в Красноармейском районе Краснодарского края.
Входит в состав Старонижестеблиевского сельского поселения.

## Население
| 2002 | 2010 |
| ---- | ---- |
| 277  | ↘248 |

## Улицы
- ул. Больничная,
- ул. Степная.